# Eurazeo

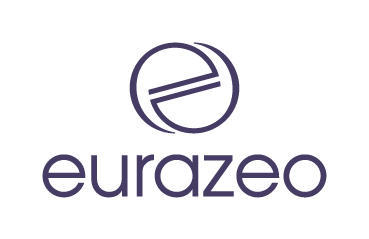

Eurazeo é uma empresa de investimento francesa criada em abril de 2001 a partir da fusão entre a Azeo e a Eurafrance. A empresa gere 22.000 milhões de euros em ativos investidos numa carteira de mais de 430 empresas.
O grupo Eurazeo reorganizou a sua atividade em 5 divisões e 3 atividades de investimento.